# Miesbach
Miesbach (Bayersk: Miaschbåch) er administrationsby (kreisstadt) i Landkreis Miesbach i Regierungsbezirk Oberbayern i den tyske delstat Bayern.

## Geografi
Miesbach ligger i Region Oberland, ved udkanten af de Bayerske Alper. Miesbach ligger 45 km sydøst for München, 30 km vest for Rosenheim og 22 km øst for Bad Tölz i dalen til floden Schlierach.
Der er en højdeforskel i kommunen på ca. 235 m, mellem rådhuset der ligger
688 moh. og det
924 meter høje Stadlberg.
I kommunen ligger ud over Miesbach (med bydelene Schweinthal, Kreuzberg, Haidmühl, Au, Schopfgraben, Berghalde) landsbyerne Hausham, Miesbach, Niklasreuth, Parsberg, Wies, Wörnsmühl , Parsberg, Bergham, Wies, Wachlehen og Müller am Baum.